# Iglesia colegiata de San Miguel Arcángel (Solofra)
La iglesia colegiata de San Miguel Arcángel (en italiano: collegiata di San Michele Arcangelo) es una iglesia católica italiana en Castellammare di Stabia, Campania, dedicada al Arcángel Miguel.

## Historia
La colegiata fue instituida por la Universidad de Solofra en 1522. El edificio de la iglesia se terminó en 1614 y fue proclamada basílica en 1685. A lo largo de los siglos, ha necesitado varias reconstrucciones debido a los terremotos. El campanario fue construido en 1564. La peculiar fachada, con tres portales, tiene esculturas que representan a San Miguel, los evangelistas y los Padres de la Iglesia; está orientada hacia la plaza central de la ciudad y el palacio Orsini.
Varios terremotos y algunos incendios implicaron varias reformas, la más importante fue la de 1721, cuando debido a los importantes daños se llevaron a cabo intervenciones que transformaron significativamente el aspecto de la colegiata, especialmente el interior, que fue revestido de mármol y estuco, haciendo todo el edificio es de estilo barroco (aspecto que conserva hasta nuestros días). El último terremoto que lo azotó fue el 23 de noviembre de 1980. Sufrió algunos daños en el techo y en las pinturas, y fue reabierto al culto en 1986.

## Arquitectura
El interior es notable por un techo de madera con veintiún lienzos enmarcados pintados por Giovanni Tommaso Guarino, que representan eventos del Antiguo Testamento, mientras que el crucero tiene un techo con escenas del Nuevo Testamento pintadas por el hijo de Giovanni Tommaso, Francesco. Otras obras de la iglesia incluyen una Epifanía de Andrea Sabatini y una Asunción de la Virgen, presenciada por los santos de Giovanni de Mari. El retablo mayor es una Coronación de la Virgen (1594), obra de Giovanni Battista Lama. Debajo del retablo mayor hay una estatua dorada de San Miguel Arcángel.
La iglesia tiene un frontal del órgano elaborado, decorado y dorado, y un púlpito tallado por el estudio de Giovanni Antonio Scavo.

## Galería

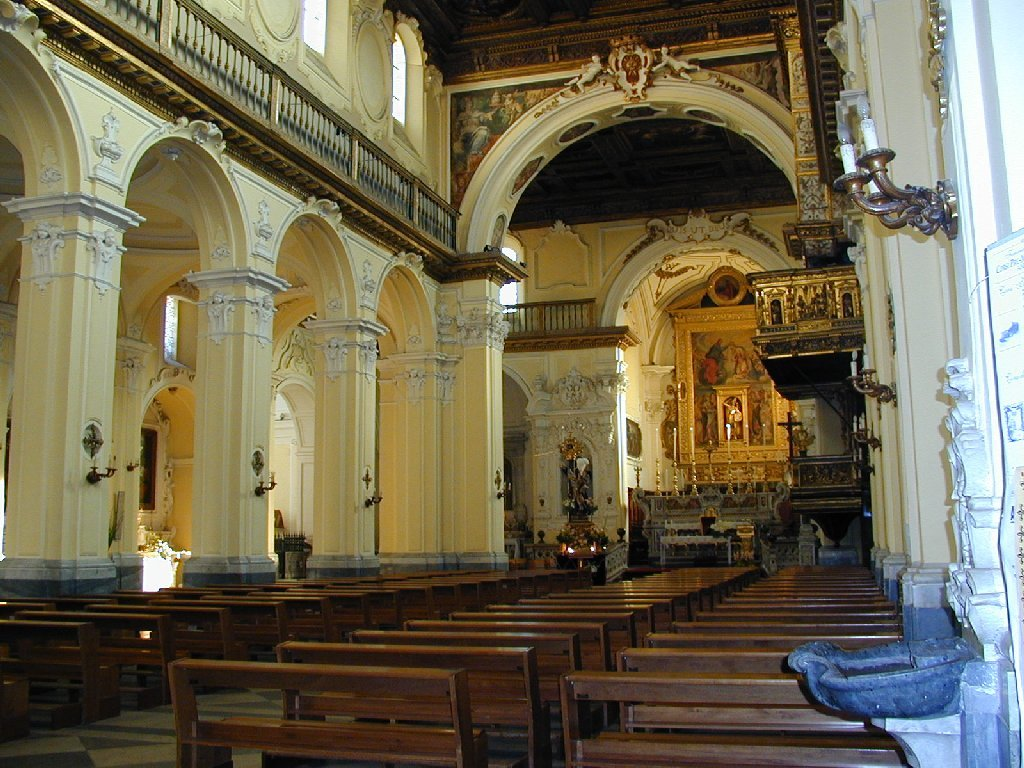
Interior de la iglesia
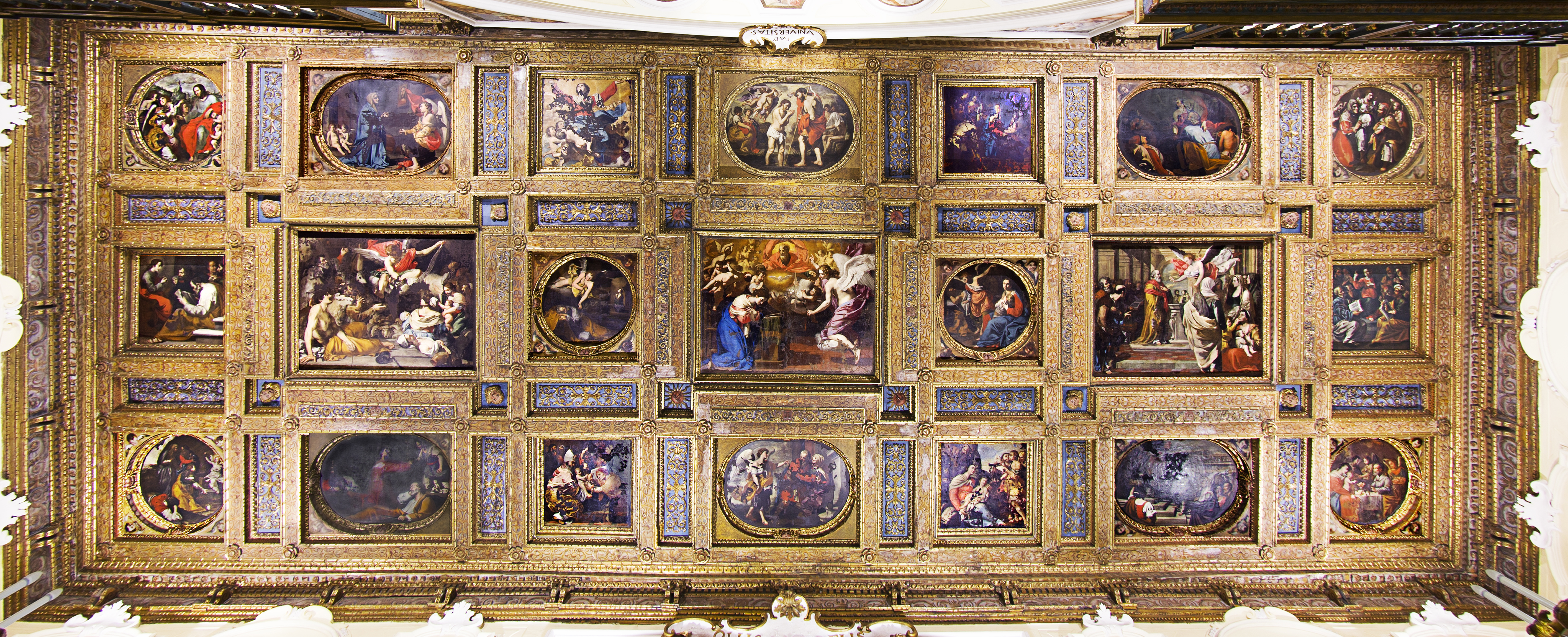
Transepto de la iglesia
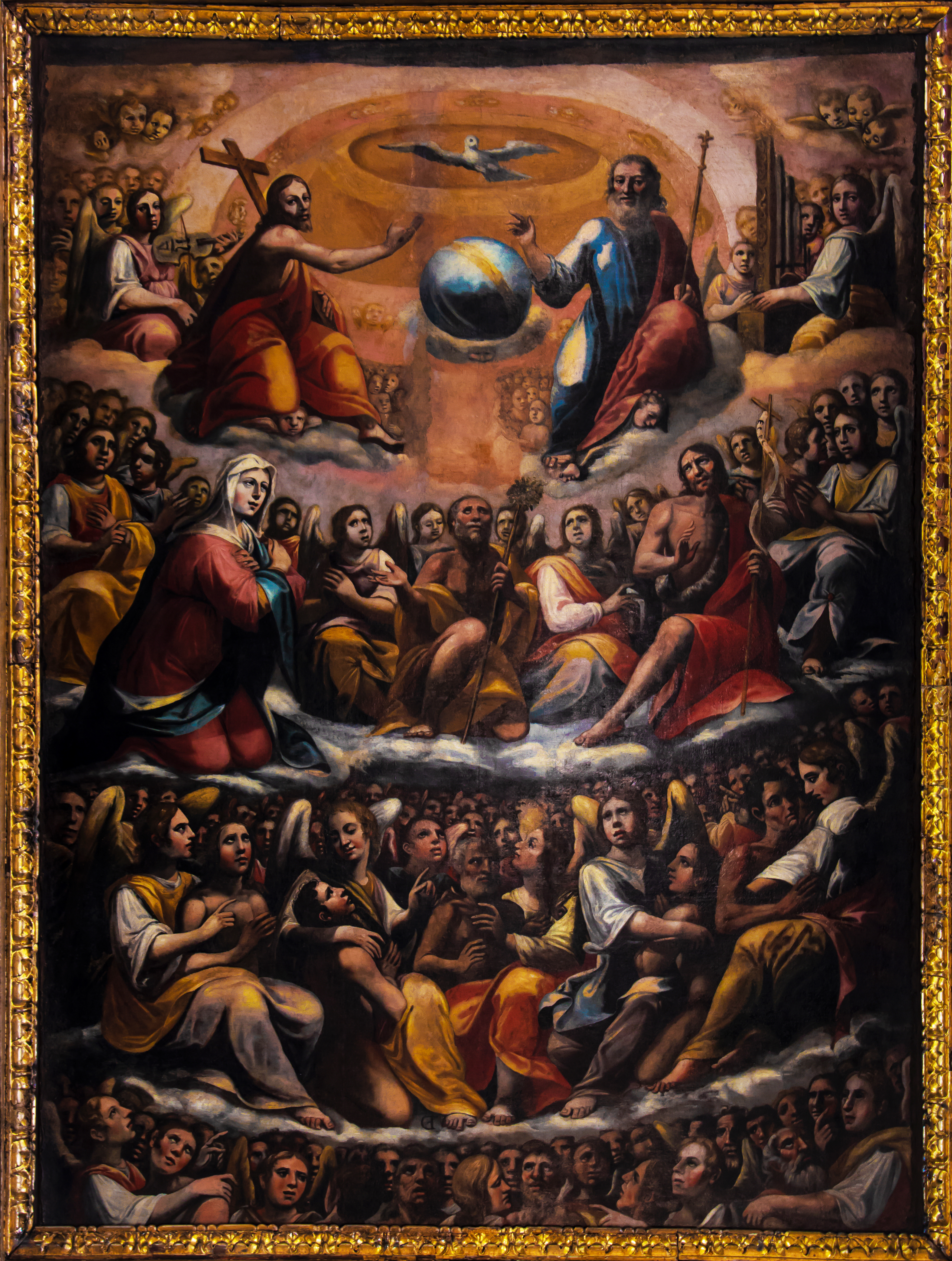
El Paraíso de Guarini